# KZ Neckarelz

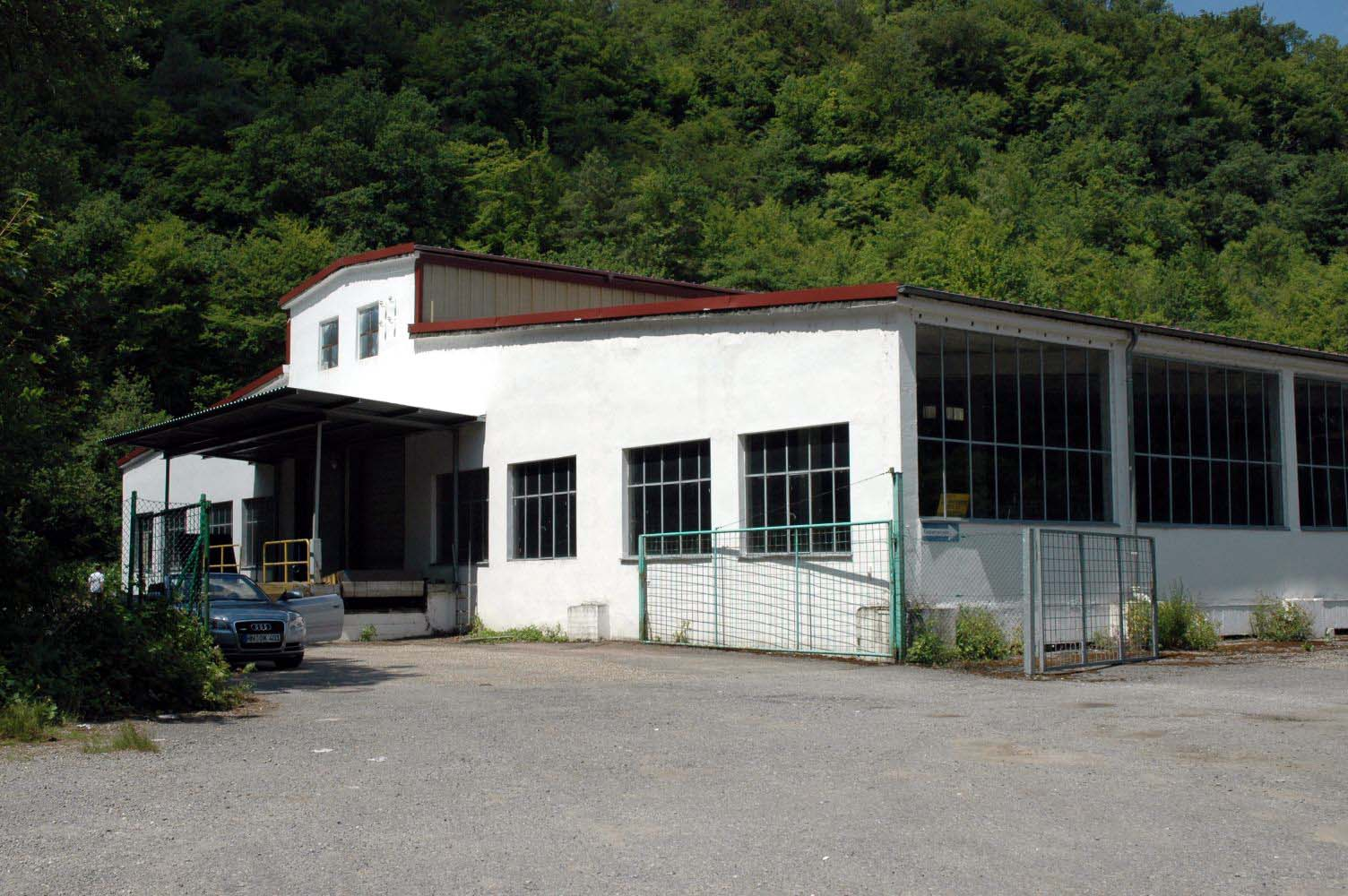
Ehemaliger Verladebahnhof unterhalb der Stollen Goldfisch und Brasse, heute Lagerhalle in Obrigheim

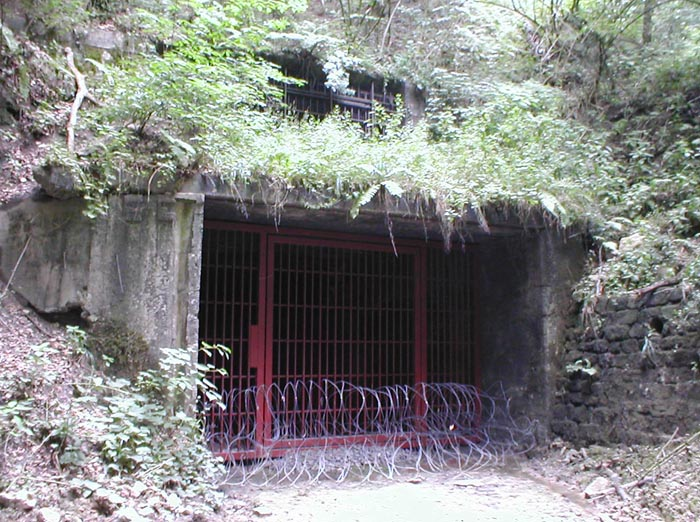
Eingang zum Stollen Brasse

Das KZ Neckarelz war zunächst ein Konzentrationslager, das im März 1944 in einer Schule in Neckarelz (heute ein Ortsteil von Mosbach) eingerichtet wurde. Die KZ-Häftlinge wurden im Rahmen der Untertageverlagerung kriegswichtiger Produktion als Arbeitskräfte gebraucht. Weil der Bedarf an Arbeitskräften immer weiter zunahm, wurden bald Ableger (sogenannte Unterkommandos) des KZ Neckarelz errichtet, darunter auch ein zweites KZ in Neckarelz.
Somit wird heute das KZ Neckarelz I (Schule) unterschieden vom KZ Neckarelz II (Bahnhof). Die beiden KZ in Neckarelz und weitere sogenannte „Neckarlager“ in der Region waren Außenlager des KZ Natzweiler-Struthof. Ferner gab es in der Region zahlreiche Lager für Zwangsarbeiter.
Die KZ-Häftlinge mussten zusammen mit Zwangsarbeitern gegenüber von Neckarelz, auf der anderen Seite des Neckars, zwei Stollen in einem Berg bei Obrigheim ausbauen. In den Stollen mit den Decknamen Goldfisch und Brasse sollte das Flugzeugmotoren-Werk der Daimler-Benz-Motoren GmbH in Genshagen untergebracht und dort weiterbetrieben werden. Das Untertage-Motorenwerk bei Obrigheim wurde ebenfalls Goldfisch genannt und als Goldfisch GmbH in das Handelsregister von Mosbach eingetragen.
Heute erinnern ein Museum in der KZ-Gedenkstätte Neckarelz und der Goldfisch-Pfad bei Obrigheim an die Neckarlager und die Untertage-Fabrik. Der Goldfisch-Pfad ist ein Geschichtslehrpfad, der unter anderem zu den Eingängen der Stollen Goldfisch und Brasse führt.

## KZ Neckarelz I
Das erste KZ Neckarelz wurde in der Schule von Neckarelz eingerichtet. Dort wurden fünf Klassenzimmer zu Schlafräumen für etwa 800 Häftlinge umfunktioniert. Durch den Schichtbetrieb in der Fabrikanlage waren immer nur die Hälfte der Häftlinge in den Räumen. Der Schulhof war nun Appellplatz. Darum wurde ein Stacheldrahtverhau errichtet. Noch 1944 wurden zusätzlich in dem Bereich Baracken gebaut.

### Häftlinge
Die ersten 500 Häftlinge kamen aus dem KZ Dachau, sie kamen am 15. und 21. März 1944 an. In mehreren Schüben wurden immer mehr Häftlinge nach Neckarelz geschickt, im Mai 1944 beispielsweise 600 Häftlinge aus dem KZ Sachsenhausen. Mit einer Belegschaft von 2500 Personen war das Lager in Neckarelz das größte der Neckarlager. Die offizielle Lagerstärke betrug 3000 Plätze. Die genaue Zahl konnte nach dem Krieg aber nicht rekonstruiert werden.
Nicht alle Häftlinge waren in den Stollen beschäftigt. Baukommandos mussten in der Umgebung mehrere Barackenlager errichten, teils als Erweiterung des KZ Neckarelz, teils zur Unterbringung von weiteren Zwangsarbeitern.
Vinzenz Rose (1908–1996) war der einzige Häftling, der fliehen konnte.

### Lagerkommandanten
Lagerkommandanten waren
- vom 15. März bis zum 15. Mai 1944: Franz Hößler
- danach bis zum 15. Oktober 1944: Franz Hofmann
- danach bis März 1945: der Luftwaffenhauptmann Wilhelm Streit, der erst im September 1944 der SS beigetreten war

## Der KZ-Komplex Neckarelz
Innerhalb eines halben Jahres entstanden in Neckarelz und benachbarten Orten fünf weitere Lager, die dem KZ Neckarelz als Unterkommandos zugeordnet waren. Dadurch wurde aus dem einzelnen KZ Neckarelz der aus sechs Lagern bestehende „KZ-Komplex Neckarelz“.
Diese sechs Lager werden auch als Neckarlager bezeichnet. Die Bezeichnung Neckarlager bezieht sich – jedenfalls im fachsprachlichen Gebrauch – nur auf die sechs Lager des KZ-Komplexes Neckarelz und nicht auf andere Außenlager des KZ Natzweiler, die in der Nähe des Neckars errichtet wurden.

### Weitere Neckarlager
Schon kurz nach der Eröffnung von Neckarelz I wurden fünf weitere „Neckarlager“ in der näheren Umgebung gebaut:
- KZ Neckargerach: Eröffnung im April 1944. Gegen Ende des Jahres 1944 wurde das KZ Neckargerach zunehmend zum Krankenlager. Kranke Häftlinge aus den anderen fünf Lagern wurden nach Neckargerach verlegt.
- KZ Neckarelz II: am Alten Bahnhof, Aufbau ab Juli 1944
- Kommando in Asbach. Das Baukommando sollte 32 Baracken für Zwangsarbeiter bauen. Jedoch wurden nur zwei Baracken fertiggestellt, in denen dann die 150 KZ-Häftlinge des Baukommandos einquartiert wurden.
- Kommando in Neckarbischofsheim: Von den geplanten 18 Baracken wurden nur wenige fertiggestellt.
- „Baulager“ in Bad Rappenau. Dieses Lager war nicht am Projekt Goldfisch beteiligt, wegen Austauschbeziehungen zu den anderen Lagern wird es dennoch zum Komplex der Neckarelz-Lager gezählt.

Aufgrund der unmenschlichen Bedingungen wurden viele Häftlinge krank und zahlreiche Tote waren zu beklagen.
Der teilweise Einsturz eines der Stollen im September 1944 forderte 20 Menschenleben. Im Herbst 1944 führte eine Typhus-Epidemie zu weiteren Todesfällen.

### Nähe zur Kommandantur des KZ Natzweiler
Nach der Evakuierung des Stammlagers Natzweiler im Elsass befanden sich die SS-Kommandantur und die Verwaltung der zahlreichen Natzweiler-Außenlager von Ende November 1944 bis Anfang März 1945 in Guttenbach und in Binau. Beide Dörfer sind nur einige Kilometer von Neckarelz entfernt. Kommandant Friedrich Hartjenstein hatte sich für diese Standorte wegen der Nähe zum Lagerkomplex in und um Neckarelz entschieden. In der Folge konnten diese Lager von der Natzweiler-Kommandantur effektiv verwaltet und überwacht werden.

## Evakuierung
Als amerikanische Truppen in den Neckarraum vorrückten, wurde der Betrieb in den Stollen am 23. März 1945 eingestellt. Ab dem 26. März wurden die KZ-Häftlinge aus den Neckarlagern sowie aus Heppenheim, Auerbach und Mannheim in Neckarelz und Neckargerach zusammengezogen. Sie wurden in Gehfähige und Gehunfähige eingeteilt.
Die rund 2400 gehfähigen Häftlinge wurden in Marschgruppen fortgeschickt. Sie kamen bis nach Schwäbisch Hall und wurden von dort mit der Eisenbahn zum KZ Dachau weitertransportiert. In Dachau wurden rund 2300 ankommende Häftlinge registriert. Wie viele der Fehlenden umkamen oder fliehen konnten, ist nicht bekannt.
Die etwa 850 bis 900 gehunfähigen Häftlinge wurden in einen Zug verladen, der ebenfalls nach Dachau fahren sollte, aber am 31. März schon in der Nähe von Osterburken abgestellt wurde, weil eine Weiterfahrt nicht möglich war. Die Wachmannschaft setzte sich ab, die Häftlinge harrten am Zug aus. Erst am 4. April wurden sie von amerikanischen Truppen befreit. Bis dahin waren 18 Häftlinge gestorben. Die anderen wurden in Osterburken in Gasthäusern und der Schule und in Privathäusern untergebracht. In den Tagen nach der Befreiung starben nochmals 16 Häftlinge; an sie erinnert ein Gedenkstein auf dem Alten Friedhof in Osterburken. Etwa 300 Häftlinge aus dem Krankenzug mussten in zwei Lazaretten in Osterburken versorgt werden, die in Gasthäusern eingerichtet wurden. Ende April 1945 wurden die Lazarette aufgelöst.

## Das Goldfisch-Projekt

### Planung

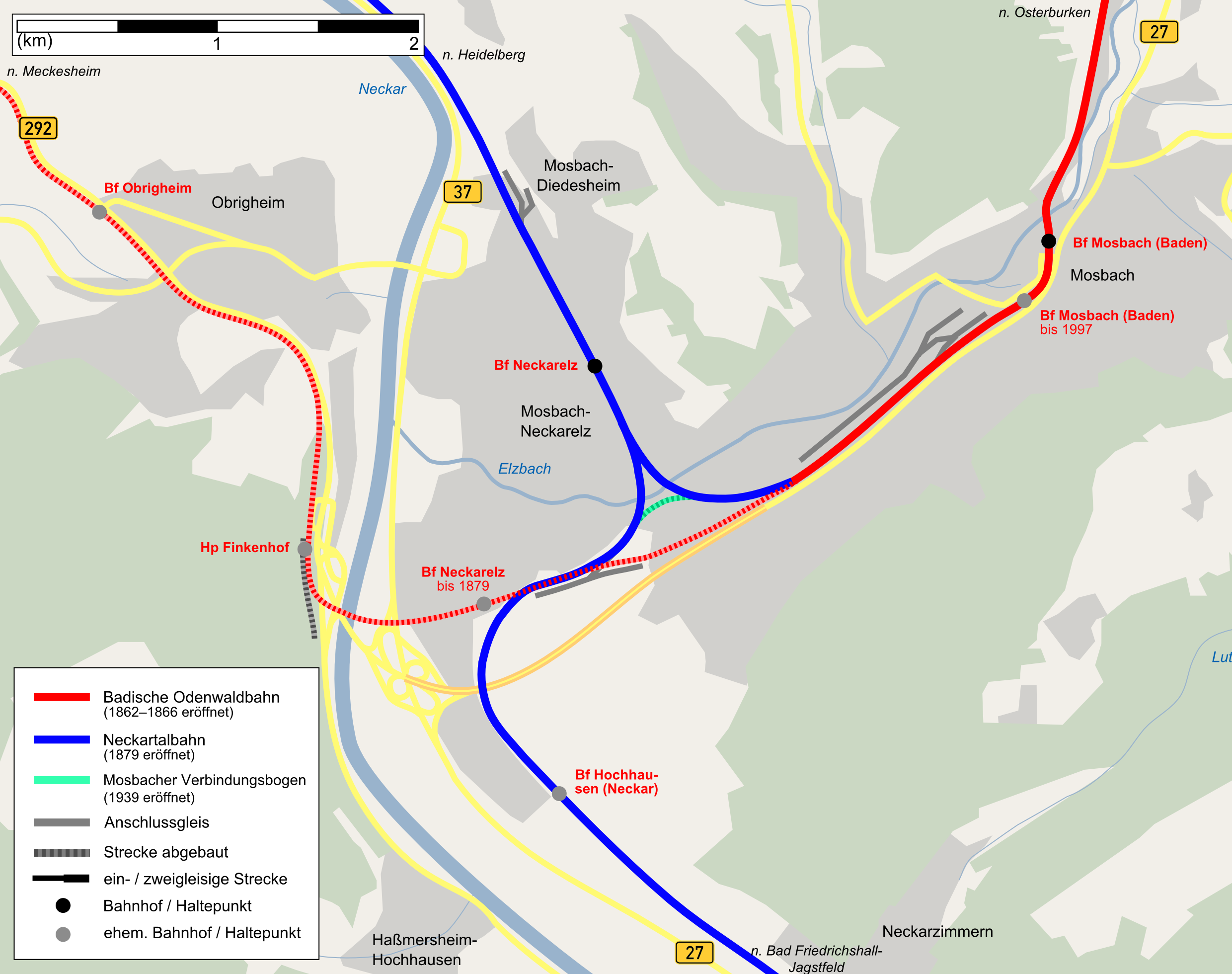
Bahnnetz bei Neckarelz damals und im Jahr 2006, Straßen heute

Die Daimler-Benz Motoren GmbH hatte seit 1941 in ihrem Flugzeugmotorenwerk in Genshagen die 1500 PS starken Zwölfzylinder-Flugzeugmotoren DB 603 und DB 605 gefertigt. Anfang 1944, als die Luftangriffe auf Genshagen häufiger wurden, beschloss der Jägerstab (eine Koordinationsstelle aus SS, Luftwaffe, Rüstungsministerium und Rüstungsbetrieben), die Produktion in unterirdische Stollen zu verlegen.
Die Gipsgruben Friede und Ernst im badischen Obrigheim boten sich nach einer Erkundung im Februar 1944 hierfür an. Sie waren in Süddeutschland vermeintlich sicher vor gegnerischen Bomben. Die Stollen der Gipsgruben waren im Karlsberg versteckt. Die Eingänge lagen vom Wald verborgen in einem Seitental des Neckaruferhangs, der Luttenbachschlucht. Die (heute nicht mehr bestehende) Neckarbrücke zwischen Neckarelz und Obrigheim bot einen weiteren Vorteil: die Anbindung an mehrere Bahnstrecken bei Neckarelz. Die beiden Stollen der Gipsgruben erhielten Tarnnamen: Goldfisch (der Stollen der Grube Friede) und Brasse (der Stollen der Grube Ernst).
Am 7. März gaben Daimler-Benz und die SS dem Stuttgarter Architekten Kiemle den Planungsauftrag für eine 50.000 m² große unterirdische Produktionsfläche im Stollen Goldfisch, die binnen sieben Wochen errichtet werden sollte. Etwas später wurde im benachbarten Stollen Brasse zusätzlich eine 9000 m² große Produktionsstätte geplant. In das Handelsregister von Mosbach wurde eine Goldfisch GmbH eingetragen.

### Umsetzung
Für den Betrieb der Goldfisch GmbH wurden sehr viele Arbeiter gebraucht. Insgesamt waren es etwa 10.000 Menschen, davon rund 5000 KZ-Häftlinge aus den Neckarlagern und rund 5000 weitere Arbeitskräfte. Die weiteren Arbeitskräfte waren überwiegend Zwangsarbeiter, die in eigenen Lagern untergebracht wurden. Für die Goldfisch GmbH waren aber auch freie Arbeiter tätig, beispielsweise Mitarbeiter aus dem Flugmotorenwerk in Genshagen, die zusammen mit den Maschinen ins Neckartal geschickt wurden.
Den Weg von Neckarelz zu den Stollen in Obrigheim mussten die Häftlinge täglich zu Fuß über die damals bestehende Eisenbahnbrücke zurücklegen. Die Aufgabe der ersten Häftlinge war es, die Zufahrtswege zu den Stollen auszubauen und den weiträumigen Tunnelboden zu befestigen und zu ebnen, Stromleitungen zu verlegen, um dort schnellstmöglich Maschinen betreiben zu können. Das benötigte Baumaterial (die Firma Hochtief, die die Arbeiten organisierte, rechnete mit circa 750 Tonnen Eisen und 3200 Tonnen Zement) musste auf dem Rücken über 40 Höhenmeter eine schmale Treppe hinauf transportiert werden.
Unter unmenschlichen Bedingungen und strengem Termindruck wurden die Stollen ausgebaut, wobei weitere Verbindungs- und Belüftungsstollen zu graben waren. Außerhalb der Stollen entstand der Heizbunker Kesselhaus, ein starker Bunker-Vorbau am Stollen Goldfisch mit Flak-Geschütz, diverse Küchen- und Unterkunftsbaracken am Eingang zum Stollen Brasse. Für die Versorgung der Stollen wurde parallel zur Bahnstrecke am Hang entlang der nicht-öffentliche Haltepunkt „Finkenhof“ und ein Ladegleis erbaut, das sich teilweise geschützt im zweigleisig ausgelegten, aber bisher nur eingleisig genutzten 147 m langen Kalksbergtunnel befand. Der Gleisabschnitt zwischen Neckarelz und Obrigheim und einiges umgebendes Gelände wurde zum Sperrgebiet erklärt, so dass in den durchfahrenden Zügen das Öffnen der Fenster nicht gestattet war. Ein- und Ausfahrt auf den umliegenden Straßen wurden durch Wachen kontrolliert.
Bereits am 26. Juni 1944 wurden die ersten 21 Maschinen aus Genshagen antransportiert. Im Juli 1944 befanden sich circa 1.400 Häftlinge und 400 Mann Arbeiter beziehungsweise Wachpersonal in Neckarelz und Obrigheim. Da der Ausbau der Stollen schwieriger war als geplant, konnte die Produktion nur schleppend anlaufen, so dass erst im Oktober 1944 die ersten Flugzeugmotoren ausgeliefert wurden. Die Planungen sahen monatlich 500 Motor-Neubauten und 350 -Instandsetzungen vor, diese Zahlen wurden allerdings nie erreicht.
Die Produktionsanlage im Stollen Brasse konnte nach schweren Luftangriffen im Februar und März 1945 nicht fertiggestellt werden. Der Betrieb der unterirdischen Produktion endete am 23. März 1945. Am 2. April 1945 wurden die Stollen von amerikanischen Truppen besetzt und einige wenige bei den unterirdischen Produktionsanlagen zurückgebliebene Häftlinge befreit.
Die nach Osten abrückenden deutschen Truppen hatten am 30. März 1945 die Eisenbahnbrücke zwischen Neckarelz und Obrigheim gesprengt, um den Alliierten ein Überschreiten des Neckars an dieser Stelle unmöglich zu machen. Die Neckarbrücke wurde nicht wieder errichtet. Die Bahnstrecke Meckesheim–Neckarelz endet seitdem nicht mehr in Neckarelz, sondern in Obrigheim.

### Demontage
Die Stollen blieben zunächst für einige Zeit von Amerikanern besetzt. Erst Mitte Mai 1945 erlaubte man Betriebsangehörigen wieder kurzfristig den Zugang, um Wasser abzusaugen, das sich in den Stollen angesammelt und Schäden an den Maschinen verursacht hatte. Am 25. Mai 1945 wurden 2091 Drehbänke, Fräs-, Bohr- und Hobelmaschinen registriert. Bis August 1945 war der Zugang nur Angehörigen amerikanischer Dienststellen möglich. In jener Zeit wurden zahlreiche Maschinen demoliert oder gestohlen. Ende September 1945 wurde die Goldfisch GmbH als Demontagebetrieb eingestuft. Ende Dezember erklärte ein amerikanischer Reparationsoffizier, dass das Werk den Russen zugesprochen worden sei. Der genaue Ablauf ist urkundlich kaum mehr nachvollziehbar. Die Anlage erscheint in den Unterlagen als Reparationswerk Nr. 13. Bis Juli 1946 verließen 586 Maschinen aus Obrigheim den Hafen von Bremerhaven in Richtung Sowjetunion. Aus der Demontage des Goldfisch-Werks stammten rund die Hälfte aller aus Baden-Württemberg in die Sowjetunion gelieferten Maschinen-Reparationen. Die Demontage dauerte noch bis März 1947.
Es kam zu verschiedenen Zwischenfällen. Es gibt Gerüchte, dass statt Maschinen Steine in Kisten verladen worden seien oder dass die Demontagefirma Maschinen unbrauchbar gemacht hätte. Für Aufregung sorgte auch ein Zug aus 60 Waggons mit Werkzeugmaschinen aus Genshagen, der noch im März 1945 nach Neckarelz gelangt war, aber dort nicht mehr ausgeladen, sondern weitergeleitet worden war und in den Wirren des Kriegsendes monatelang verschwunden blieb. Die gesamte Belegschaft der Demontagefirma war 1946 für 14 Tage inhaftiert, wodurch die Maschinenverladung zeitweilig ruhte. Fünf sowjetische Militärangehörige, die bei der Demontage in Obrigheim beteiligt waren, wurden wenig später in Gera wegen Nichterfüllung ihrer Aufgaben von einem Kriegsgericht zum Tode verurteilt und hingerichtet.
Nach dem Ende der Lieferungen an Russland mussten die im Stollen verbliebenen, nicht zur Reparationsmasse zählenden Maschinen aus dem Stollen geräumt werden. Sie wurden zu Schätzpreisen an die deutsche Wirtschaft verkauft und die letzten Maschinenteile zum Schrottpreis an die Heilbronner Firma Lindauer. Die Fundamente der Maschinen wurden zerstört. Zuletzt sollte der Stollen Goldfisch auf Wunsch der russischen Seite gesprengt werden. Die amerikanische Militärregierung hatte sich jedoch bereits im Januar 1947 gegen die Sprengung ausgesprochen.

### Abwicklung der Goldfisch GmbH
Zur wirtschaftlichen Abwicklung der Goldfisch GmbH wurde im April 1946 der bei der Daimler-Benz-Motoren AG tätige Diplomkaufmann Georg Willi Reinhard zum Treuhänder bestellt. Reinhard stand einerseits zeitweise unter dem letztlich haltlosen Verdacht, keine seriöse Kassenführung zu betreiben, weswegen er im Sommer 1947 zeitweilig seines Postens enthoben war. Andererseits hatte er keine Handhabe gegen Maschinenverkäufe weit unter Wert durch die jeweiligen Reparationsoffiziere.
Um die rechtlichen Verhältnisse der Goldfisch GmbH gab es langwierige Streitigkeiten. Die amerikanische Militärregierung beanspruchte das beschlagnahmte Unternehmen als amerikanisches Eigentum. Die Daimler-Benz AG in Stuttgart sprach sich gegen eine Übernahme aus, weil dem Restwert des Unternehmens ungleich höhere Verbindlichkeiten aus Materiallieferungen und Ähnlichem gegenüberstanden. Die Daimler-Benz-Motoren GmbH befand sich in der sowjetischen Besatzungszone und war nicht handlungsfähig.
Auf Vermittlung des Wirtschafts- und Finanzministeriums fiel im April 1947 in Diedesheim der Beschluss zur Gründung einer neuen Fertigungsfirma, die Ersatzteile für den Fahrzeugbau fertigen und Werkzeugmaschinen reparieren sollte, an der die Daimler-Benz AG jedoch nicht beteiligt sein solle. Zur Grundausstattung des neuen Unternehmens, der Maschinenfabrik Diedesheim, zählten die bei der Gipsgrube Friede verbliebenen Maschinen, die zwar demontiert, aber nicht in die Sowjetunion verfrachtet worden waren und die die Maschinenfabrik im Jahr 1948 übernahm. Bei der Maschinenfabrik kamen viele der Zivilbeschäftigten unter, die im Zuge der Verlegung der Motorenproduktion von Genshagen nach Obrigheim gekommen waren und zuletzt bei Demontagearbeiten eingesetzt waren.
Die Gipsgrube Friede wurde zum 1. Januar 1948 an die Portland Zementwerke Heidelberg übergeben, die dort den Gipsabbau fortsetzte.
Ende 1948 galt die Abwicklung der Goldfisch GmbH als weitgehend abgeschlossen. Bis April 1949 stand die Goldfisch GmbH noch unter Vermögenskontrolle und Treuhänderschaft, danach wurde das Restvermögen freigegeben und das Unternehmen aufgelöst.
Der Stollen Brasse wurde stillgelegt. Die Küchenbaracke beim Stollen Brasse wurde in der Nachkriegszeit zur Lagerung von Pflanzenschutzmitteln verwendet. Auch der Verladebahnhof wurde nach dem Krieg von verschiedenen Unternehmen genutzt.

### Heutige Spuren des Goldfisch-Projekts

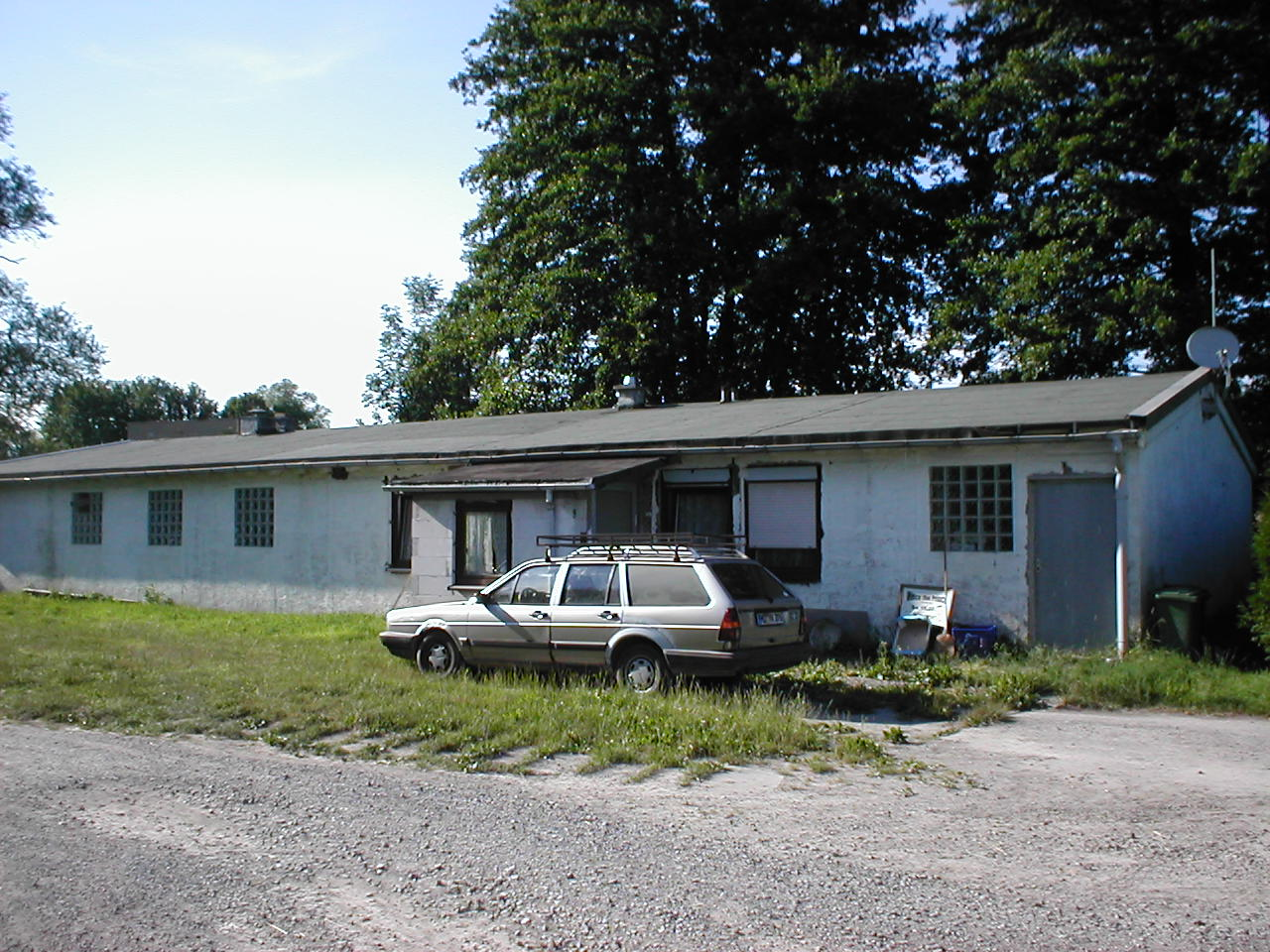
Zu Wohnzwecken umgebaute Baracke des Lagers in Neckarbischofsheim

Die Stollen und Tunnels bestehen bis heute. Im Stollen Goldfisch wird weiterhin Gips abgebaut. Der Stollen Brasse und der Bahntunnel bei Obrigheim sind aus Sicherheitsgründen nicht zugänglich.
Die Küchenbaracke beim Stollen Brasse wurde im Jahr 2000 abgerissen, nachdem Rückstände der dort früher gelagerten giftigen Pflanzenschutzmittel festgestellt wurden. Die Fundamente der Baracke sind noch sichtbar. Der Verladebahnhof fungiert als Lagerhalle.
Die markantesten Überreste des gesamten Komplexes sind die massiven, treppenförmigen Fundamente des Kesselhauses, die an exponierter Stelle nahe dem Schnittpunkt der Bundesstraßen 27, 37 und 292 am Mosbacher Kreuz auffällig aus der sonstigen Busch- und Waldvegetation des Neckaruferhanges bei Obrigheim ragen.
Aus den Baracken des Lagers in Neckarbischofsheim, die nach dem Krieg eine Sägerei beherbergten und zu Wohnzwecken umgenutzt wurden, entstand die heutige Schwarzbachsiedlung.

## Rüstungskomplex in der Region Neckarelz

### Weitere Anlagen und Standorte

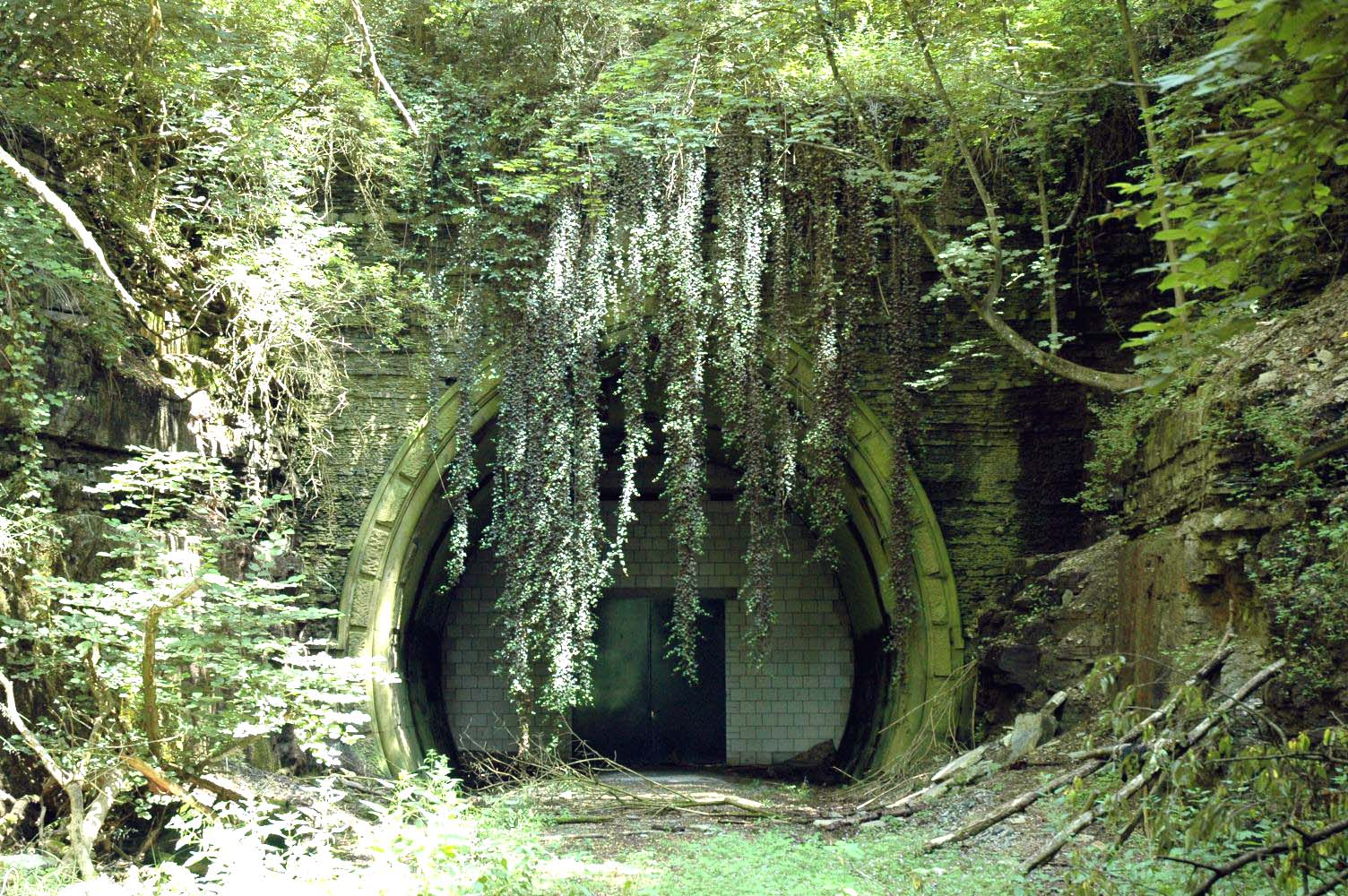
Westliches Portal des Tunnels Kormoran

Das Goldfisch-Werk war das größte Rüstungsprojekt in der Region, aber es gab gegen Ende des Zweiten Weltkriegs in der Umgebung auch die Heeresmunitionsanstalt Siegelsbach (etwa 7 Kilometer südlich von Neckarelz) sowie weitere Anlagen in der Umgebung, die der Untertageverlagerung dienten oder dienen sollten:
- Der 890 m lange Mörtelsteiner Tunnel der Bahnlinie zwischen den heutigen Obrigheimer Ortsteilen Asbach und Mörtelstein. Der Tunnel sollte unter dem Tarnnamen Kormoran der Firma Frankl und Kirchner aus Mannheim-Neckarau zur Verfügung gestellt werden, dazu kam es jedoch aus unbekannten Gründen nicht. Ab September 1944 nutzte das Goldfisch-Werk den Tunnel als Lagerfläche. Nach dem Krieg erfüllte der Tunnel wieder seine ursprüngliche Funktion, bis der Streckenabschnitt Aglasterhausen-Obrigheim im Jahr 1971 stillgelegt wurde.[13] Danach verwilderte er. Mitte der 2000er Jahre wurden seine Portale vermauert.
- Eine Grube in Haßmersheim-Hochhausen (Tarnname Rotzunge).
- Ein Gipsstollen in Neckarzimmern, in dem eine Fabrik für Rollen- und Kugellager untergebracht wurde (Tarnname Baubetrieb Neustadt).

### Zwangsarbeiterlager
Neben den KZ-Häftlingen wurden ähnlich viele andere Zwangsarbeiter eingesetzt. Entsprechend gab es, neben den sechs Neckarlagern, zahlreiche Zwangsarbeiterlager in der Region:
- In Mosbach und Neckarelz gab es vier Lager für Zwangsarbeiter, darunter am Hammerweg ein Lager für SS-Leute, die zu Zwangsarbeit verurteilt worden waren, und ein Lager für italienische Militärinternierte in der Turnhalle. Alle vier Lager waren dem Goldfisch-Projekt zugeordnet.[14]
- Nordöstlich von Mosbach das Lager Hasbach und ein Lager in der Schule in Oberschefflenz.
- Südlich von Mosbach/Neckarelz Lager in Neckarzimmern, in Gundelsheim, bei der Heeresmunitionsanstalt Siegelsbach und in Bad Rappenau.
- Westlich ein Lager in Obrigheim und ein Lager in Aglasterhausen.

## Erinnerung

### KZ-Gedenkstätte Neckarelz

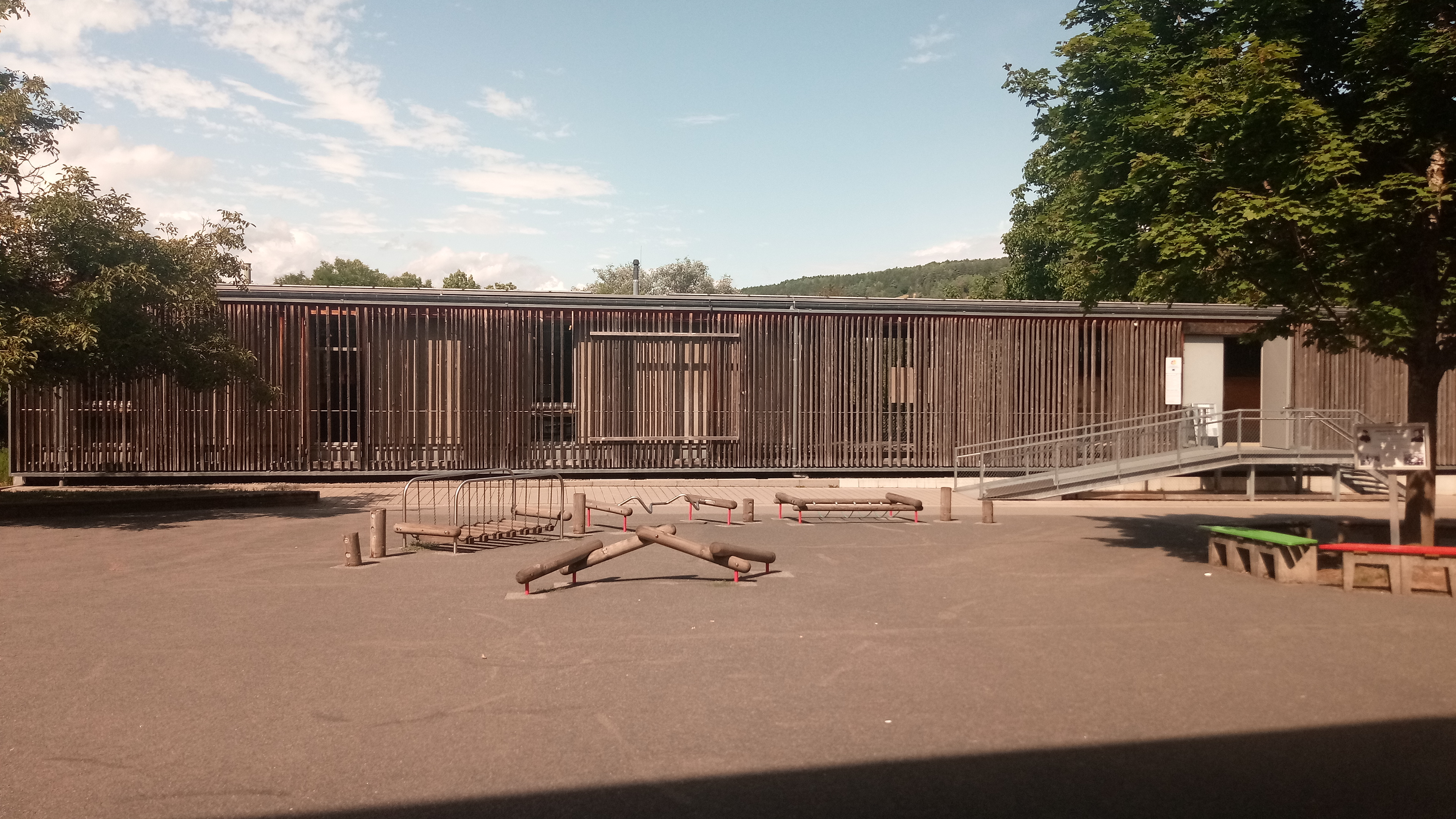
KZ-Gedenkstätte Neckarelz (2021)

1985 beschloss der Mosbacher Gemeinderat, die Jahre der Naziherrschaft aufarbeiten zu lassen. An der Volkshochschule wurde ein Arbeitskreis eingerichtet, aus dem 1993 der Verein für die KZ-Gedenkstätte hervorging. 1998 konnte eine erste Gedenkstätte im Anbau der Clemens-Brentano-Grundschule eröffnet werden, die einst das Hauptgebäude des Lagers Neckarelz I war. Trotz der räumlichen Enge wurde die Gedenkstätte als vorbildliches Heimatmuseum ausgezeichnet. Dieses kleine Museum zog wegen größeren Umbauarbeiten im Juli 2007 in die Comenius-Schule am selben Ort um, musste aber dann aus baulichen Gründen aufgegeben werden. Bereits 2007 begannen Planungen für einen Neubau.
Im Jahr 2011 wurde der zweigeschossige Neubau der Gedenkstätte eingeweiht. Zu sehen sind Modelle der Anlage, Fundstücke von Häftlingen und der Einrichtung sowie Zeitdokumente, ergänzt mit musealer und pädagogischer Aufbereitung. Zu den neuen Ausstellungsstücken gehören auch ein Flugzeugmotor von der Art, wie er von den Häftlingen in den Stollen montiert werden sollte, und ein Nachbau einer beim Stollenausbau verwendeten Lore. Auf dem Gelände der Schule ist eine Typhus-Baracke erhalten.
Die Gedenkstätte gehört zu den 12 Gründungsmitgliedern des Verbundes der Gedenkstätten im ehemaligen KZ-Komplex Natzweiler.

### Goldfisch-Pfad

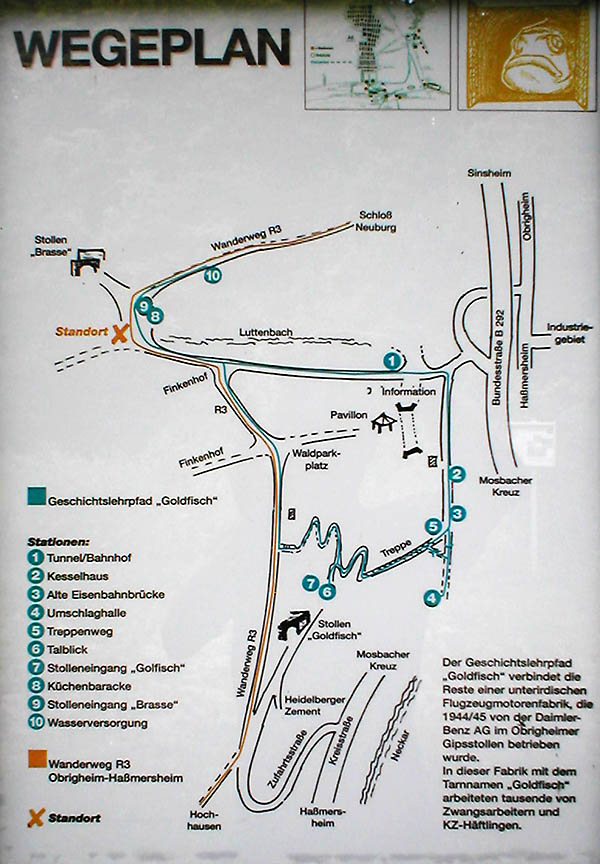
Wegeplan auf einer Infotafel am Goldfisch-Pfad (2004). Die Infotafeln wurden im Jahr 2023 neu gestaltet.

1999 wurde mit Unterstützung durch die Europäische Kommission, das Land Baden-Württemberg, die Gemeinde Obrigheim, die Firmen Heidelberger Zement und DaimlerChrysler sowie durch zahlreiche weitere Firmen in Obrigheim und Mosbach der „Goldfisch-Pfad“ angelegt, ein Geschichtslehrpfad, der die erhaltenen oberirdischen Fragmente der Stollenanlage Goldfisch und Brasse verbindet und erklärt. Der 2,5 Kilometer lange Rundweg beginnt am ehemaligen Bahntunnel und am ehemaligen Bahnhof Finkenhof.
An den Stationen des Pfades befinden sich Tafeln mit Informationen und Bildern der Anlage. Die Stationen sind:
1. Tunnel/Bahnhof
2. Kesselhaus – der Hauptzweck war die Warmlufbereitung zur Verhütung von Rostschäden an den Motoren in den weitläufigen feuchtkühlen Stollen
3. Alte gebogene Eisenbahnbrücke über den Neckar (am alten Bahnwärterhaus)
4. Umschlaghalle
5. Treppenweg (1999 wieder freigelegt)
6. Talblick
7. Eingang zum Stollen Goldfisch
8. Küchenbaracke
9. Eingang zum Stollen Brasse
10. Wasserversorgung

### Weitere Gedenkorte

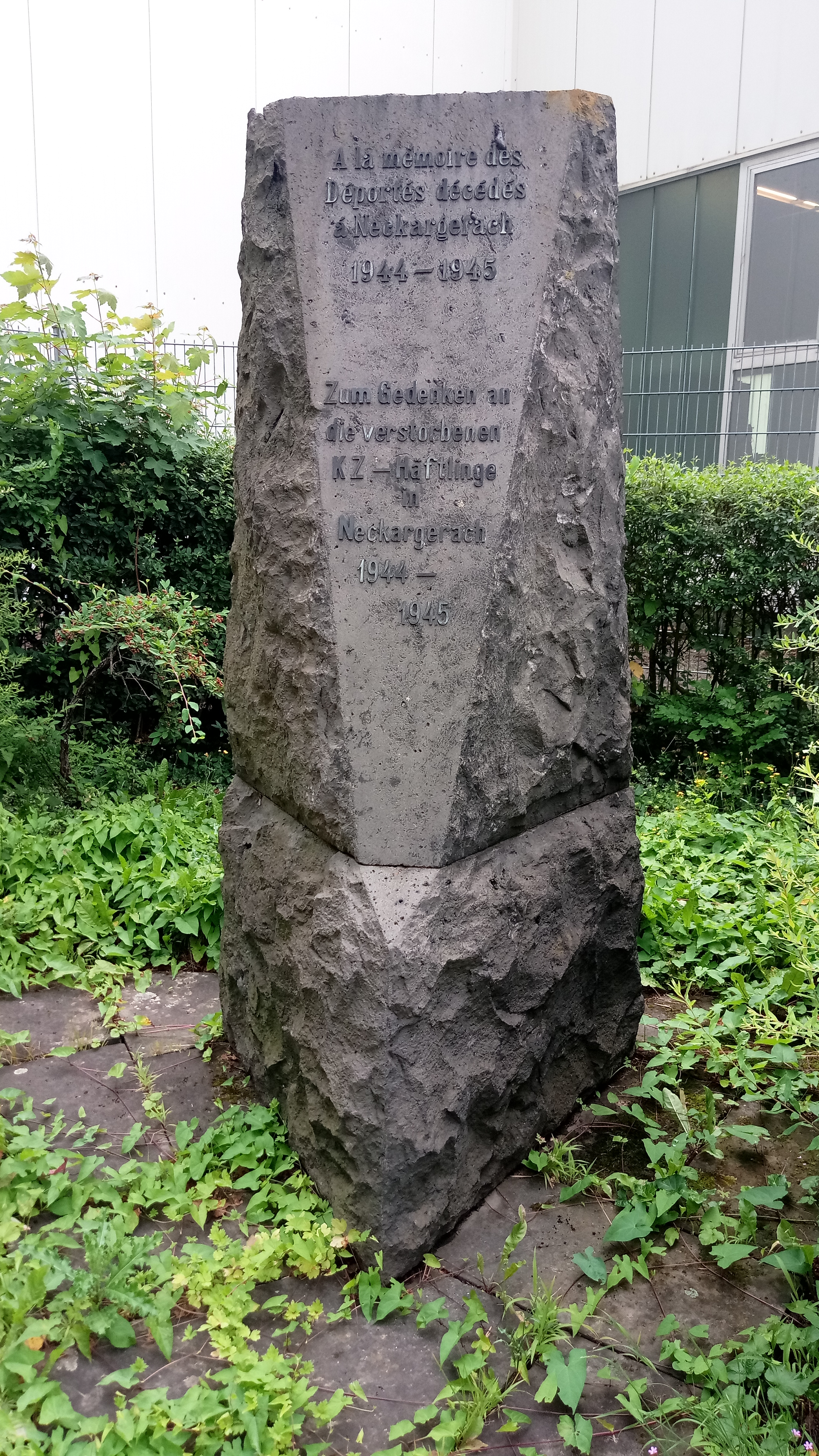
Gedenkstein in Neckargerach

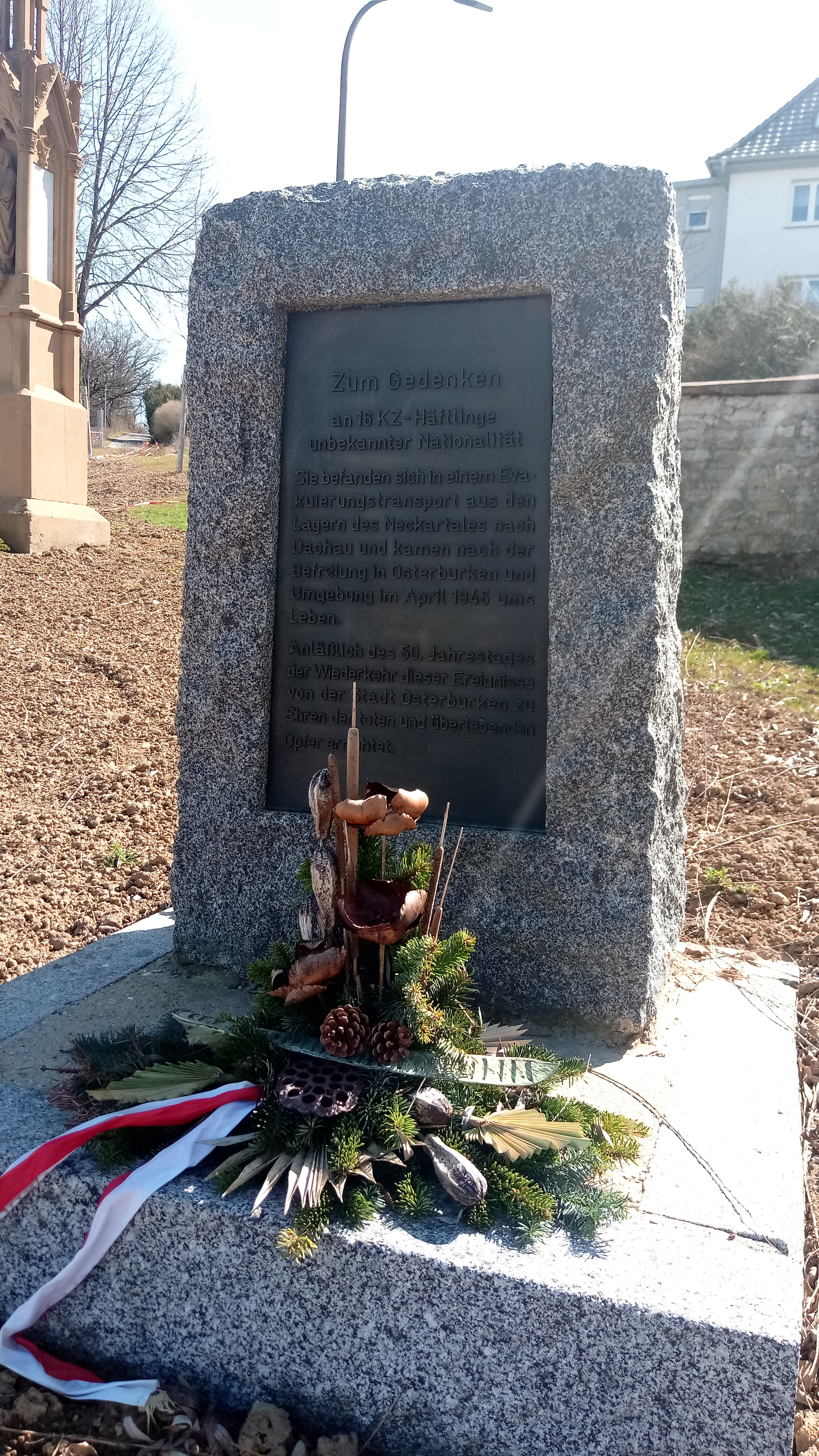
Gedenkstein in Osterburken

Auf dem Jüdischen Friedhof Binau, der zugleich ein KZ-Friedhof ist, erinnert ein Gedenkstein in französischer Sprache an die Häftlinge aus den Lagern in Neckarelz und Neckargerach, die auf dem Friedhof bestattet wurden.
In Neckargerach ist ein Gedenkstein den KZ-Häftlingen gewidmet, die im dortigen Lager starben (siehe Bild rechts).
In Osterburken erinnert ein Gedenkstein auf dem Alten Friedhof an die 16 Häftlinge aus dem Krankenzug, die noch nach der Befreiung in Osterburken starben und auf dem Friedhof bestattet wurden (siehe unteres Bild rechts). Die Stadt Osterburken stiftete den Gedenkstein 50 Jahre nach der Befreiung der Häftlinge „zu Ehren der toten und überlebenden Opfer“.
Nahe der Schwarzbachsiedlung in Neckarbischofsheim wurde laut der integrierten Gedenktafel ein Mahnmal „zum Gedenken an die Opfer der Zwangsarbeit“ errichtet (siehe Bild unten). Eine Infotafel informiert darüber, dass die Schwarzbachsiedlung aus einem zum Lager Neckarelz gehörigen Arbeitslager mit 200 Häftlingen verschiedener Nationalitäten hervorging.
Im April 2024 wurde ein weiteres Denkmal auf dem Friedhof in Heidelberg-Kirchheim eingeweiht. Auf drei Schrifttafeln sind die Namen und Lebensdaten von 78 Todesopfern der KZ-Außenlager um Neckarelz und Obrigheim aufgedruckt. Es handelt sich um die bis Mitte Oktober 1944 Verstorbenen. Ihre Leichen wurden im Krematorium Heidelberg verbrannt und die Asche auf dem Friedhof Heidelberg-Kirchheim bestattet. Die Initiative zu dem Denkmal-Projekt entstand beim Besuch einer Schulklasse in der KZ-Gedenkstätte Neckarelz und auf dem Friedhof in Binau.

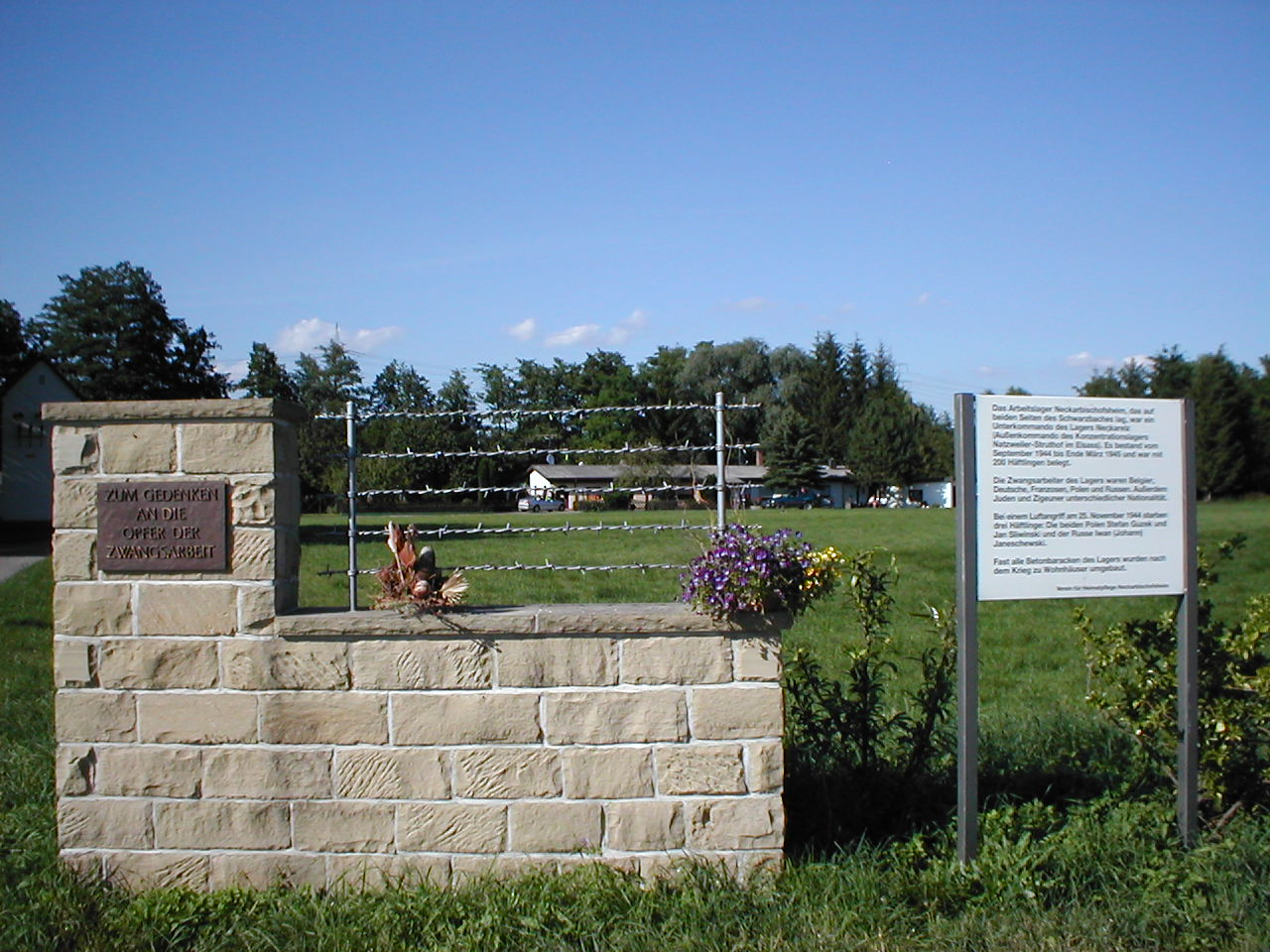
Mahnmal bei der Schwarzbachsiedlung in Neckarbischofsheim